# Bob Vylan
Bob Vylan (Wortspiel mit Bob Dylan und villain, englisch Schurke) ist eine englische Grime-/Punk-Band aus London.

## Geschichte
Die Band wurde im Jahre 2017 vom Sänger und Gitarristen Bobby Vylan (bürgerlich: Pascal Robinson-Foster) und dem Schlagzeuger Bobbie Vylan gegründet. Bereits zwei Wochen später folgte das erste Konzert. Gleich im ersten Jahr der Bandgeschichte veröffentlichten Bob Vylan vier Singles und eine EP. Sämtliche Tonträger werden über das bandeigene Label Ghost Theatre veröffentlicht. Auch sonst arbeitet die Band nach dem Prinzip Do it yourself. Teilweise lieferten die Musiker ihre Alben persönlich zu verschiedenen Plattenläden. Am 7. August 2020 veröffentlichte die Band ihr Debütalbum We Live Here. Anschließend tourten Bob Vylan in Vorprogramm von The Offspring und Biffy Clyro und traten im Jahre 2021 bei den Reading and Leeds Festivals auf.
Am 22. April 2022 wurde das zweite Studioalbum Bob Vylan Presents the Price of Life veröffentlicht, welches auf Platz 18 der britischen Albumcharts einstieg. Bei den Heavy Music Awards 2022 wurden Bob Vylan in der Kategorie Best UK Breakthrough Artist nominiert. Der Preis ging jedoch an die Sängerin Cassyette. The Price of Life wurde bei den Kerrang! Awards 2022 in der Kategorie Best Album ausgezeichnet. Darüber hinaus gewann die Band bei den MOBO Awards den erstmals vergebenen Preis in der Kategorie Best Alternative Music Act. Die Band spielte auf den Festivals Full Force, dem Glastonbury Festival und dem Riot Fest. Im Sommer 2023 spielten Bob Vylan auf den Festivals Welcome to Rockville, Download-Festival und dem Nova Rock.
Im Herbst 2023 spielte die Band die Viva la Vylan-Tournee mit Kid Bookie, Panic Shack und Meryl Streek im Vorprogramm. Zwischenzeitlich nahm die Band ihr drittes Studioalbum Humble as the Sun auf, welches vom Sänger Bobby Vylan, Rex Roulette und dem Soft-Play-Gitarristen Laurie Vincent produziert wurde. Das Album erschien am 5. April 2024 und erreichte Platz 22 der britischen Albumcharts. Bei den MOBO Awards 2025 wurden Bob Vylan in der Kategorie Best Alternative Music Act nominiert.

## Stil
Bob Vylan kombinieren Grime-Rap mit Punkrock. Sänger Bobbie Vylan wuchs mit Rap, Grime, Punk und Indie-Rock auf. Nachdem er die Gitarre erlernte, wollte er alle seine Einflüsse in seine Musik einbinden. Laut Jan Schwarzkamp vom deutschen Magazin Visions würde „das, was die Band fabriziert, am ehesten den Begriff Afropunk verdienen, ein Crossover aus dicken Rockgitarren, Punk, Reggae, Dub, Hip-Hop und was sonst noch reinpasst“. Das US-amerikanische Magazin Alternative Press empfahl Bob Vylan für Fans von Idles, Fever 333 und Turnstile. Mischa Pearlman vom britischen Magazin Kerrang empfahl das Album Bob Vylan Presents the Price of Life Fans von The Prodigy, Enter Shikari und Fever 333, während seine Kollegin Emma Wilkes das Album Humble as the Sun noch Fans von Rage Against the Machine und Snayx empfahl.
Die Texte befassen sich mit sozialen und politischen Themen wie Rassismus, Polizeigewalt, ungleich verteiltes Einkommen, Zugang zu gesunder Nahrung, Gentrifizierung, den Einfluss von Hollywood auf die Arbeiterklasse sowie den Einfluss verschriebener Medizin auf die Bevölkerung. Ian Winwood vom britischen Magazin Kerrang! bezeichnete Bob Vylan 2022 als die aufregendste und wichtigste Punkband des Vereinigten Königreiches. Ein Jahr später schrieb sein Kollege Huw Baines, dass Bob Vylan neben den Bands High Vis und Witch Fever zu den  Bands gehören, die Punk „in eine vitale neue Ära antreiben“.

## Antiisraelischer Eklat bei Glastonbury-Auftritt 2025
Am 28. Juni 2025 sorgte die Band mit ihrem von der BBC live übertragenen Auftritt beim Glastonbury Festival für eine Kontroverse, als Sänger Bobby Vylan während des Auftritts Sprechchöre wie „Free, free Palestine“ (Befreit, befreit Palästina), „Hell yeah, from the river to the sea, Palestine must be, inshallah, will be free“ und „Death to the IDF“ (Tod der israelischen Armee) anstimmte. Darüber hinaus stand auf einem Bildschirm im Bühnenhintergrund „Free Palestine. The United Nations have called it a genocide. The BBC calls it a ‘conflict’.“ („Befreit Palästina. Die Vereinten Nationen haben es als Völkermord bezeichnet. Die BBC nennt es einen ‚Konflikt‘.“) Dabei wurde Bezug genommen auf den Krieg in Israel und Gaza seit 2023. Die israelische Botschaft im Vereinigten Königreich zeigte sich in einem Statement „zutiefst beunruhigt über die entzündliche und hasserfüllte Rhetorik, die auf der Bühne ausgesprochen wurde“. Die Polizei von Avon und Somerset kündigte an, Videoaufnahmen des Auftritts auszuwerten.
Einen Tag später veröffentlichte Sänger Bobby Vylan ein Statement zu der Angelegenheit. In einem weiteren Statement, das auf Antisemitismusvorwürfe reagierte, erklärte die Band, dass sie nicht für den Tod von Juden, Arabern oder anderen Rassen und Volksgruppen seien, sondern „für die Abschaffung einer gewalttätigen Militärmaschine. Eine Maschine, deren Soldaten angewiesen wurden, unnötige tödliche Gewalt gegen unschuldige Zivilisten anzuwenden, die auf Hilfe warteten. Eine Maschine, die einen Großteil von Gaza zerstört hat.“ Bei ihrem ersten Konzert nach dem Glastonbury Festival bat die Band das Publikum, den „Death to the IDF“-Gesang nicht zu wiederholen.
Nach der Kontroverse um die Ausstrahlung trat die BBC-Musikchefin Lorna Clarke zurück. Nachdem der Antisemitismusbeauftragte der Bundesregierung, Felix Klein, Veranstalter dazu aufgefordert hatte, Konzerte in Deutschland abzusagen, wurden mehrere Auftritte gestrichen. Eine Europatournee der Band (als Support von Gogol Bordello) wurde abgesagt.

## Diskografie

### Studioalben
| Jahr | Titel Musiklabel                                   | Höchstplatzierung, Gesamtwochen, AuszeichnungChartsChartplatzierungen (Jahr, Titel, Musiklabel, Platzierungen, Wochen, Auszeichnungen, Anmerkungen) | Anmerkungen                          |
| Jahr | Titel Musiklabel                                   | UK | Anmerkungen                          |
| ---- | -------------------------------------------------- | --- | ------------------------------------ |
| 2020 | We Live Here Venn Records                          | — | Erstveröffentlichung: 7. August 2020 |
| 2022 | Bob Vylan Presents the Price of Life Ghost Theatre | UK18 (1 Wo.)UK | Erstveröffentlichung: 22. April 2022 |
| 2024 | Humble as the Sun Ghost Theatre                    | UK22 (1 Wo.)UK | Erstveröffentlichung: 5. April 2024  |

### Singles und EPs
- 2017: Vylan EP
- 2017: Frontline (The One About the Wall)
- 2017: Cannon (The One About the Gun)
- 2017: Say Bye Bye (feat. Moonrise Pulcher)
- 2017: Frontline Interlude (The One Before the One About the Wall)
- 2022: The Delicate Nature (feat. Laurie Vincent)
- 2023: Dream Big
- 2023: He’s a Man
- 2023: Hunger Games
- 2024: Makes Me Violent

### Gastbeiträge
- 2022: New England (Kid Kapichi feat. Bob Vylan)
- 2023: Baby Steps (XL Life feat. Bob Vylan)
- 2023: Stinkin Rich Families (Grove feat. Bob Vylan)
- 2023: Voice (Jelani Blackman feat. Bob Vylan)
- 2024: Terms & Conditions (Bad Omens feat. Bob Vylan)

## Musikpreise
| Jahr | Kategorie                   | für       | Resultat  |
| ---- | --------------------------- | --------- | --------- |
| 2022 | Best UK Breakthrough Artist | Bob Vylan | Nominiert |
| 2023 | Best UK Artist              | Bob Vylan | Nominiert |
| 2024 | Best UK Live Artist         | Bob Vylan | Nominiert |

| Jahr | Kategorie  | für                                  | Resultat |
| ---- | ---------- | ------------------------------------ | -------- |
| 2022 | Best Album | Bob Vylan Presents the Price of Life | Gewonnen |

| Jahr | Kategorie                  | für       | Resultat  |
| ---- | -------------------------- | --------- | --------- |
| 2022 | Best Alternative Music Act | Bob Vylan | Gewonnen  |
| 2025 | Best Alternative Music Act | Bob Vylan | Nominiert |